# Albert Lebrun

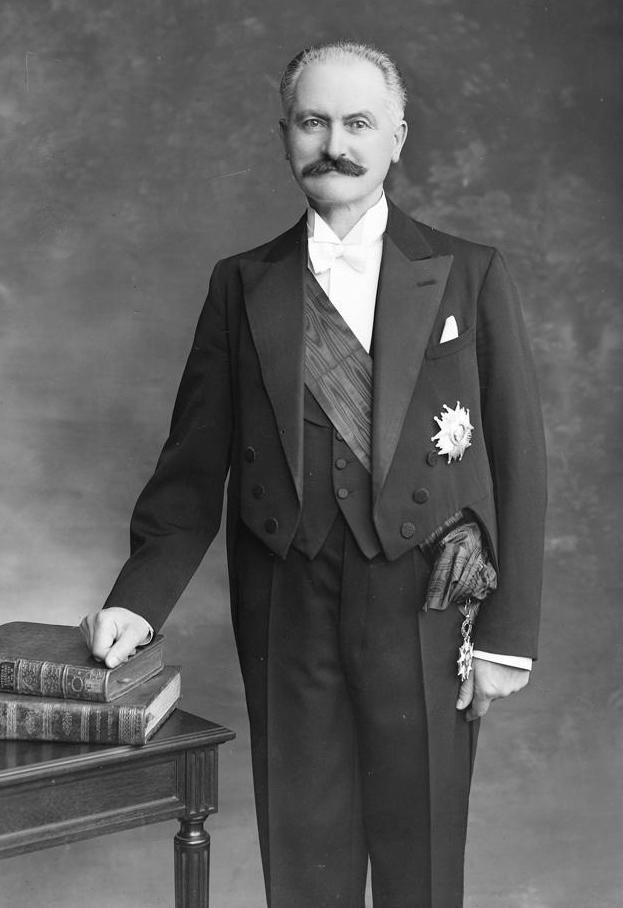
Albert Lebrun

Albert François Lebrun (Mercy-le-Haut, 29 augustus 1871 – Parijs, 6 maart 1950) was een Frans politicus. Hij was president van Frankrijk van 1932 tot 1940 en daarmee de laatste president van de Derde Republiek.

## Levensloop
Albert Lebrun was de zoon van een landbouwer, die ook burgemeester was van zijn geboortedorp. Hij deed briljante studies aan de École polytechnique en de École des Mines en werd mijningenieur in Vesoul en later in Nancy.
Hij begon zijn politieke loopbaan als raadslid van het departement Meurthe-et-Moselle. In 1906 werd hij voorzitter van de algemene raad van dit departement, wat hij zou blijven tot zijn verkiezing tot staatshoofd. 
In 1900 werd hij tot het jongste parlementslid van Frankrijk gekozen. Als afgevaardigde van de streek van Briey behoorde hij tot de gematigd rechtse Alliance républicaine démocratique van Raymond Poincaré. Hoewel praktiserend katholiek, stemde hij in 1905 voor de wet op de scheiding van kerk en staat, maar hij verzette zich wel tegen extreme antiklerikale maatregelen. 
In juni 1911 werd Lebrun minister van Koloniën en dat tot begin 1912. Hij speelde toen een rol in de oplossing van de Agadir-crisis, waarbij Duitsland instemde met een Frans protectoraat in Marokko en in ruil een deel van Frans-Equatoriaal-Afrika kreeg.
In januari 1913 was Lebrun enkele dagen minister van Oorlog en van december 1913 tot juni 1914 opnieuw van Koloniën. 
Tijdens de Eerste Wereldoorlog diende hij als commandant bij de artillerie.
In 1917 werd hij minister van Blokkade en Bevrijde Gebieden in de regering van Georges Clemenceau. Hij bleef dat tot hij moest opstappen vlak voor de parlementsverkiezingen van 1919. Lebrun stond toen op een kandidatenlijst samen met Louis Marin, een van de parlementsleden die tegen het Verdrag van Versailles had gestemd, tot ongenoegen van Clemenceau.
Van 1920 tot 1932 was Lebrun senator voor Meurthe-et-Moselle. In 1931 werd hij voorzitter van de Franse Senaat, als opvolger van Paul Doumer, die tot president van de Republiek was gekozen. Op 7 mei 1932 werd Doumer vermoord, waarop de Nationale Vergadering Lebrun drie dagen later tot president koos. 
Net als zijn voorgangers in de Derde Republiek had Lebrun weinig macht. Onder zijn presidentschap was de politieke toestand in Frankrijk verstoord door het Stavisky-schandaal (1934), waarop zware rellen met extreemrechtse groeperingen volgden. Lebrun benoemde toen zijn voorganger Gaston Doumergue tot hoofd van een noodregering. 
In 1936 zag hij zich verplicht de linkse Volksfront-regering van Léon Blum aan te stellen. Zeer tegen zijn zin ondertekende hij toen de vooruitstrevende sociale  wetten die de regering liet aannemen.   
Bij de verkiezingen van april 1939 werd hij als president herkozen. Het was nog maar de tweede keer dat een Frans president een tweede ambtstermijn kreeg. Enkele maanden later brak de Tweede Wereldoorlog uit.
Nadat de Duitsers in mei 1940 Frankrijk waren binnengevallen weken de president en de regering uit naar Bordeaux. Net als premier Paul Reynaud was Lebrun er toen voorstander van om vanuit Algerije de strijd voort te zetten. Reynaud nam echter ontslag en de president benoemde meteen daarop maarschalk Philippe Pétain tot zijn opvolger. Lebrun zou later zeggen dat hij die beslissing betreurde. Pétain sloot meteen een wapenstilstand met Nazi-Duitsland en kreeg op 12 juli 1940 van de Nationale Vergadering volmacht om een nieuwe grondwet op te stellen. De dag daarop zette Pétain de president af en riep zichzelf uit tot staatshoofd. Dat was het begin van het Vichy-regime.
Lebrun onthield zich vanaf toen van politieke activiteiten. Hij ging wonen bij zijn dochter en schoonzoon in Vizille nabij Grenoble, in het onbezette deel van Frankrijk. Het verzet bood hem toen aan om naar Algerije te ontsnappen, maar dat deed hij niet. Toen de Duitsers Vizille in augustus 1943 bezetten, werd hij door de Gestapo opgepakt en met andere prominente Fransen opgesloten in Tirol, maar later mocht hij vanwege zijn slechte gezondheid naar Vizille terugkeren, waar hij onder bewaking verbleef. 
Bij de bevrijding van Frankrijk was er enige twijfel over de status van Lebrun, die nooit ontslag genomen had als president en wiens ambtstermijn formeel nog niet was afgelopen. Maar op 13 oktober 1944 had hij een ontmoeting met generaal Charles de Gaulle, toen voorzitter van de voorlopige regering van de Republiek, waarbij Lebrun hem zijn volledige steun toezegde. Lebrun trad nog op als getuige op het proces van maarschalk Pétain en van diens vroegere premier Pierre Laval, maar keerde niet meer terug in de politiek. 